# Provincia de Phatthalung
Phatthalung (en tailandés: จังหวัดพัทลุง) es una de las setenta y seis provincias que conforman la organización territorial del Reino de Tailandia.

## Geografía
La provincia se encuentra en la península de Malaca. Al este limita con el gran lago de Songkhla que posee aguas poco profundas, mientras que el oeste está cubierta por montañas de la cadena de Nakhon Si Thammarat. El parque nacional de Khao Pu-Khao Ya se encuentra en estas montañas en la frontera con Trang.

## Divisiones Administrativas

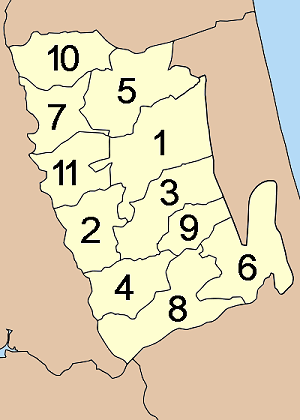
Distritos de la provincia.

Esta provincia tailandesa se encuentra subdividida en una cantidad de distritos (amphoe) que aparecen numerados a continuación:
- 1. Mueang Phatthalung
- 2. Kong Ra
- 3. Khao Chaison
- 4. Tamot
- 5. Khuan Khanun
- 6. Pak Phayun
- 7. Si Banphot
- 8. Pa Bon
- 9. Bang Kaeo
- 10. Pa Phayom
- 11. Srinagarindra

## Demografía
La provincia abarca una extensión de territorio que ocupa una superficie de unos 3.424,5 kilómetros cuadrados, y posee una población de 498.471 personas (según las cifras del censo realizado en el año 2000). Si se consideran los datos anteriores se puede deducir que la densidad poblacional de esta división administrativa es de 146 habitantes por kilómetro cuadrado aproximadamente.